# جيش الموحدين
جيش الدروز أو جيش الموحدين أو جيش أبو إبراهيم هي جماعة درزية مسلحة في سوريا، تعمل الجماعة بصورة رئيسية في السويداء ودرعا ودمشق ومناطق أخرى يتواجد الدروز فيها.
أعلنت تلك الجماعة المسلحة عن نفسها عام 2013، وقد سماهم قائدهم وزعيمهم أبو إبراهيم باسم «جيش المسلمين الموحدين الدروز».
جيش الموحدين يناصر نظام الرئيس السوري بشار الاسد وأحد أهم الداعمين له. وتعمل تلك الجماعة بشكل رئيسي في منطقة جبل الدروز وأيضا منطقة جبل الشيخ بالإضافة إلى بعض المناطق الأخرى في دمشق. وقد شكلت تلك الجماعة اصلا بإدعاء الرد على الهجمات الموجهة على المدنيين الدروز.

## مرجع
1. ↑  Ziad.Saade. ""جيش الموحدين"... خوف الأقليات واستغلال النظام". https://www.alaraby.co.uk/. مؤرشف من الأصل في 2021-04-18. اطلع عليه بتاريخ 2021-04-18. {{استشهاد ويب}}: روابط خارجية في |موقع= (مساعدة)
2. ↑  ينشط في السويداء وبصفوف النظام .."جيش الموحدين الدروز" وقصة "العلم الثالث" | أخبار سورية - زمان الوصل نسخة محفوظة 12 مارس 2017 على موقع واي باك مشين.